# Inopeplus zairensis
Inopeplus zairensis es una especie de coleóptero de la familia Salpingidae.

## Distribución geográfica
Habita en la República Democrática del Congo.